# Estação Central de autocarros de Jerusalém

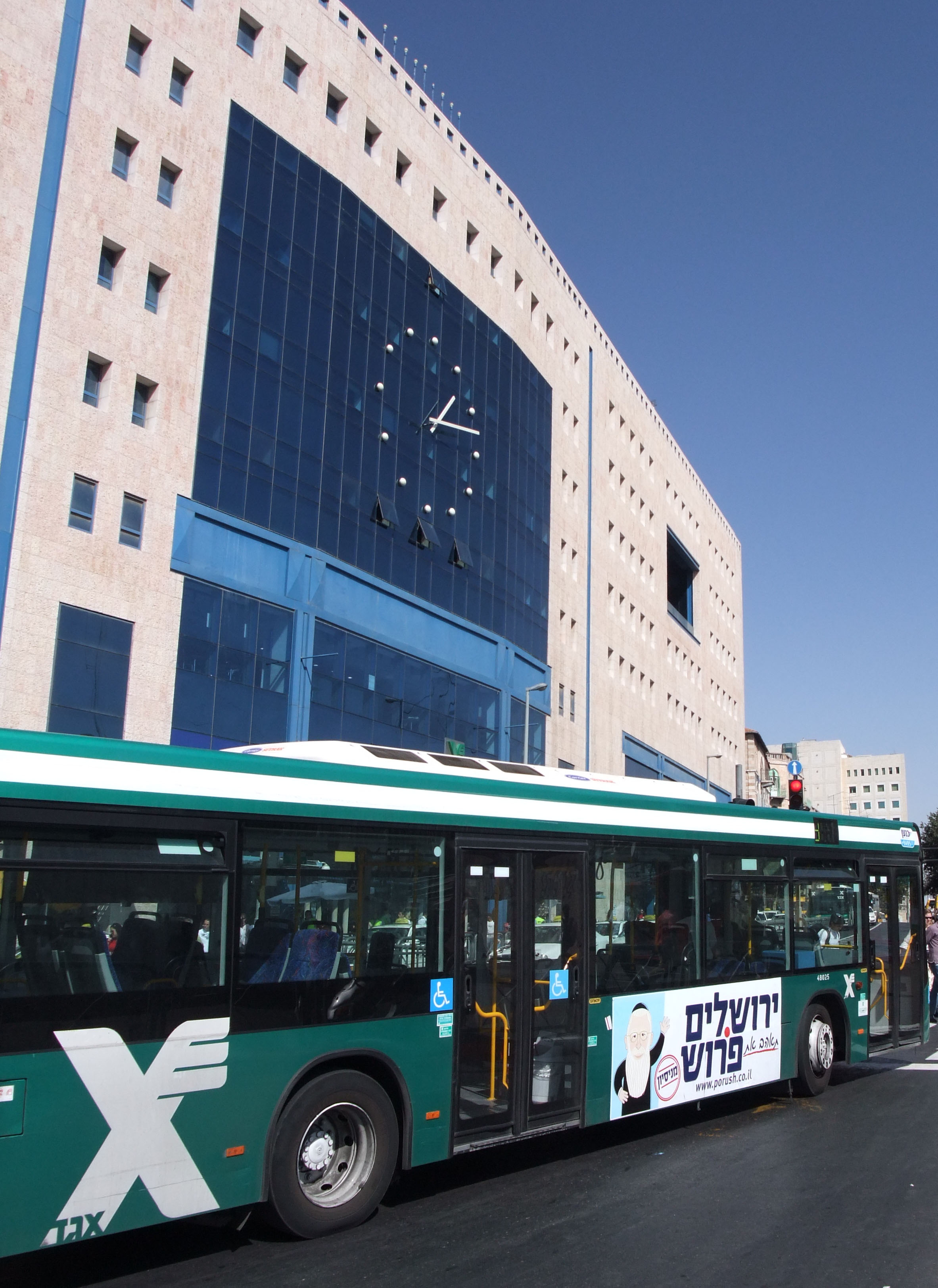

Estação Central de autocarros de Jerusalém é o principal terminal de ônibus em Jerusalém, Israel e uma das mais movimentadas estações de ônibus no país. Localizado na Rua Jaffa, perto da entrada da cidade, serve Egged, Superbus e Dan rotas de ônibus interurbanos. autocarros urbanos e trens leves sobre trilhos embarcar e desembarcar passageiros em frente na rua Jaffa e sobre Zalman Shazar Boulevard, que pode ser acessado através de uma passagem pedonal subterrânea.